# Haplinis titan
Haplinis titan là một loài nhện trong họ Linyphiidae.
Loài này thuộc chi Haplinis. Haplinis titan được A. David Blest miêu tả năm 1979.